# Nicolae Martinescu
Nicolae Martinescu (Vișani, 24 febbraio 1940 – Bucarest, 1º aprile 2013) è stato un lottatore rumeno, specializzato nella lotta greco-romana.
Ha conquistato due medaglie olimpiche in quattro partecipazioni (1964, 1968, 1972 e 1976) ai giochi.

## Palmarès
Olimpiadi
- 2 medaglie:
  - 1 oro (pesi massimi a Monaco 1972)
  - 1 bronzo (pesi medio-pesanti a Città del Messico 1968).

Mondiali
- 2 medaglie:
  - 2 argenti (97 kg a Helsingborg 1963, 100 kg a Sofia 1971).